# 上熊本線
上熊本線（日语：／ Kamikumamoto sen */?）是熊本市交通局（熊本市電）擁有的電車路線之一。
沿線通過比較幽靜住宅區，並且經過童謠中著名的船馬橋。段山町至上熊本之間區間是為了建設電車線同時建成的道路。另外，洗馬橋~新町区间是熊本市電唯一位於專用路軌區間。熊本市交通局的車廠位於上熊本電車站旁（該處還有熊本市交通局的上熊本營業所）。

## 運行形態
- ■B系統（健軍町 - 上熊本）- 行走上熊本線所有區間，每7至11分鐘一班。平日與星期六日間每12分鐘一班。在早上繁忙時間與深夜設有行走於上熊本至交通局前之間的入出廠班次，也有上熊本至辛島町之間的區間班次。

## 歷史
- 1929年（昭和4年）6月20日 辛島町 - 段山町之間開通。
- 1935年（昭和10年）3月24日 段山町 - 上熊本站前之間開通。
- 2011年（平成23年）3月1日 本妙寺前改名為本妙寺入口。
- 2019年（令和元年）10月1日 上熊本站前改名為上熊本。

## 電車站列表
所有電車站都位於熊本縣熊本市內。
| 電車站 編號 | 中文站名     | 日文站名 | 英文站名 | 站間 營業 距離 | 累計 營業 距離 | 接續路線                                                              | 所在地 |
| ----------- | ------------ | -------- | -------- | -------------- | -------------- | --------------------------------------------------------------------- | ------ |
| B1          | 上熊本       |          |          | 0.4            | 2.9            | 九州旅客鐵道：鹿兒島本線（上熊本站） 熊本電氣鐵道：菊池線（上熊本站） | 西區   |
| B2          | 縣立體育館前 |          |          | 0.1            | 2.5            |                                                                       | 西區   |
| B3          | 本妙寺入口   |          |          | 0.4            | 2.4            |                                                                       | 西區   |
| B4          | 杉塘         |          |          | 0.5            | 2.0            |                                                                       | 西區   |
| B4          | 杉塘         | 中央區   |          | 0.5            | 2.0            |                                                                       |        |
| B5          | 段山町       |          |          | 0.4            | 1.5            |                                                                       |        |
| B6          | 蔚山町       |          |          | 0.4            | 1.1            |                                                                       |        |
| B7          | 新町         |          |          | 0.2            | 0.7            |                                                                       |        |
| B8          | 洗馬橋       |          |          | 0.2            | 0.5            |                                                                       |        |
| B9          | 西辛島町     |          |          | 0.3            | 0.3            |                                                                       |        |
| 8           | 辛島町       |          |          | -              | 0.0            | 熊本市電：幹線                                                        |        |

### 已廢止電車站
- 洗馬橋電車站 （1929年6月20日啟用，1943年12月28日廢止。與現時的洗馬橋電車站相異）
- 新細工町電車站 （1929年6月20日啟用，1943年12月28日廢止）
- 新桶屋町電車站 （1929年6月20日啟用，1943年12月28日廢止。1960年至1963年之間4度設置，均為臨時停留場。部分時期曾經名為護國神社前電車站）
- 島崎町電車站 （1935年3月24日啟用，1943年12月28日廢止）

## 注腳
1. 1 2 3 4 5  熊本市交通局　熊本市電 （页面存档备份，存于）（日語）
2. ↑  【ユキサキナビ】熊本市電上熊本線（熊本県）の鉄道駅［電車駅］路線から探す （页面存档备份，存于）（日語）

## 外部連結
- 熊本市交通局 （页面存档备份，存于）（日語）

Template:上熊本線